# Cultura de Vučedol
La cultura de Vučedol (en serbocroat: Vučedolska kultura / Вучедолска култура) va florir entre el 3000 i el 2200 abans de la nostra era (el període Eneolític de la primera orfebreria del coure), centrada a Sírmia i Eslavònia oriental, a la riba dreta del Danubi, però possiblement estesa per la conca Pannònica i els Balcans occidentals i cap al sud. Per tant, fou contemporània del període de Sumer a Mesopotàmia, del període dinàstic primerenc (tinita) d'Egipte i dels primers assentaments de Troia (Troia I i II). Alguns autors la consideren la cultura del vas campaniforme durant la kurganització hipotètica d'Europa.

## Ubicació
Després de la cultura de Baden, una altra onada de possibles parlants indoeuropeus arribà a les ribes del Danubi. Un dels principals indrets que ocuparen és l'actual Vucedol, situat a sis quilòmetres riu avall de la ciutat de Vukovar (Croàcia). Sembla que l'assentament arribà a albergar uns 3.000 habitants, i això el converteix en un dels majors i més importants centres europeus de l'època. Segons Bogdan Brukner, els protoil·liris descendeixen d'aquesta onada de colons indoeuropeus.
Les primeres etapes d'aquesta cultura van ocupar indrets no massa lluny de les serralades, on es trobaven els jaciments de coure, perquè havien descobert la fabricació d'eines de coure arsenical en sèrie reutilitzant motles dobles de dues peces.
La cultura Vučedol, en el seu apogeu, s'estengué per 14 estats europeus actuals: la República Txeca, Eslovàquia, Àustria, Hongria, Romania, Eslovènia, Itàlia, Croàcia, Bòsnia i Hercegovina, Sèrbia, Montenegro, Kosovo, Albània i fins i tot se n'ha registrat un assentament a l'est de Grècia.

## Fases culturals

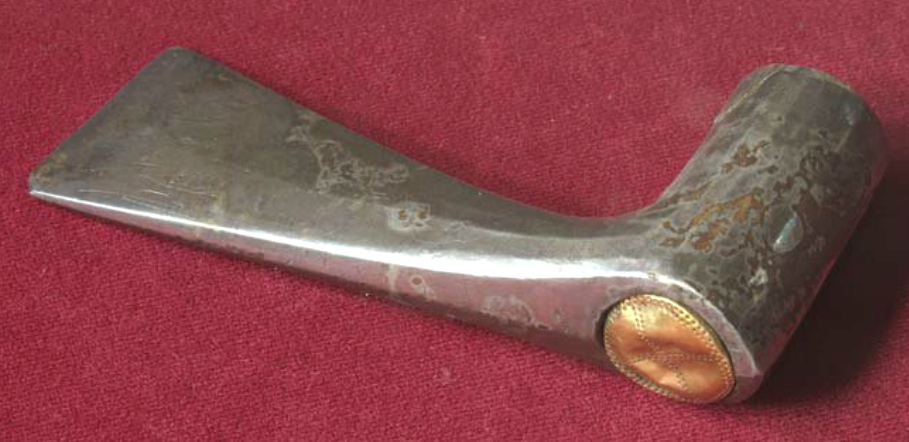
Destral d'argent i or del túmul de Mala Gruda, Montenegro, c. 2200 ae

La cultura Vučedol evolucionà a partir de dues cultures eneolítiques més antigues: la cultura de Baden, sobretot a conca Pannònica, i la cultura Cotofeni del nord de Sèrbia i l'oest de Romania, per la qual cosa la zona principal de desenvolupament del Vucedol és l'est de Croàcia i Sírmia.
L'estratigrafia arqueològica de la cultura Vučedol es pot dividir en quatre períodes:
- Període preclàssic A
- Període clàssic primerenc B1
- Període clàssic B2
- Període d'expansió amb tipus regionals, C:
  - Croat oriental (tipus eslausirià)
  - Bosnià occidental (tipus Hrustovac)
  - Bosnià del sud (tipus Debel·lo Brdo)
  - Serbi del nord (tipus Đurđevačka Glavica)
  - Croat occidental-eslové (tipus Ljubljana Marsh)
  - Transdanubi (tipus hongarés pannònic)
  - Tipus austríac-txec oriental

La cultura Vučedol és la darrera cultura eneolítica de la zona, i mostra un ús característic de la destral de guerra en la forma "Banniabik". Els objectes de culte indiquen una pràctica de nous rituals molt diferents de la concepció neolítica de la Magna Mater: culte al cérvol, motius solars en forma de matriu, figures de dones amb robes sense decoració sexual o de fertilitat, símbols de doble destral. En la ceràmica, noves formes i una nova i rica ornamentació es caracteritzen per l'espectacular troballa del Colom de Vučedol. La cultura Vučedol va explotar massivament els minerals de coure autòctons. Els assentaments destruïren assentaments eneolítics anteriors, i també hi hagué nous assentaments Vučedol en zones on no n'hi havia cap abans.
El sorgiment d'una classe dominant de caçadors-guerrers és un avançament dels canvis característics a l'est i centre de l'edat del bronze primerenca europea.

## Organització social
En comparança amb les cultures anteriors i contemporànies, la cultura Vučedol explotava distintes fonts d'alimentació: els Vučedol eren caçadors, pescadors i llauradors, amb alguns indicis de certs animals domèstics. Així, la cultura era més resistent en èpoques d'escassetat.
El cap de la comunitat era el xaman-ferrer, que tenia coneixements arcans per a evitar el gas arsènic verinós, cosa relacionada amb la tecnologia de l'orfebreria del coure, així com amb la comprensió del cicle anual. Tota la vida del xaman-ferrer, però, no podia pas transcórrer sense les conseqüències biològiques de l'exposició continuada a l'arsènic: pèrdua lenta de coordinació dels moviments corporals i, alhora, major potència sexual. "Per això", segons Aleksandar Durman, "tots els déus eneolítics o posteriors de la metal·lúrgia s'identifiquen amb la fertilitat, i també tots els déus de quasi totes les cultures primitives coixegen".
Fou una societat de profunds canvis socials i estratificació que conduí al naixement de l'aristocràcia tribal i militar. A més a més, la gent de Vučedol també expressà la seua visió espiritual del món.

## Ceràmica
La ceràmica de Vučedol va desenvolupar una forma bicònica molt característica i uns ornaments típics, en molts casos amb les típiques "nanses" que quasi no eren funcionals, però que tenien significats simbòlics, representant idees com ara "horitzó", "muntanyes", "cel", "inframon", "sol", "constel·lació d'Orió", "Venus", etc.

### ElColom de Vučedol

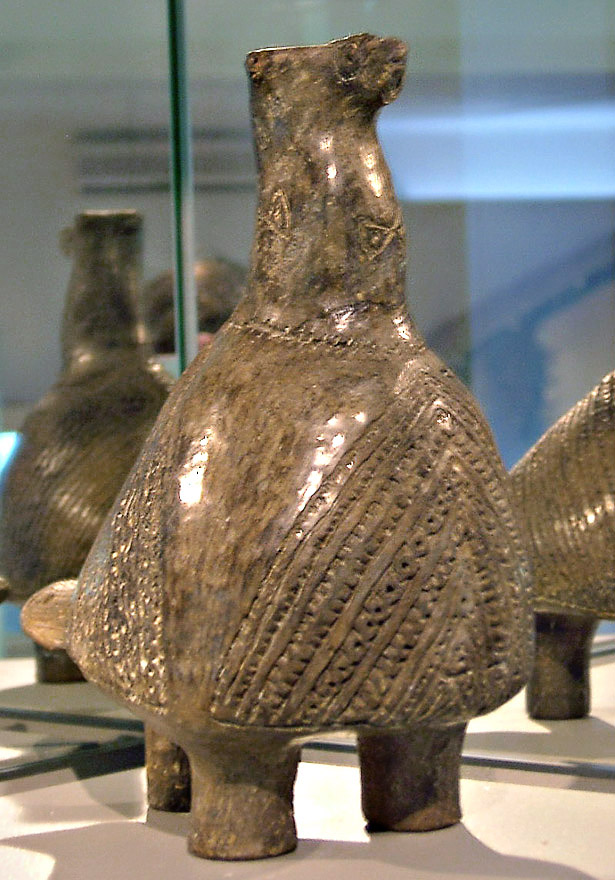
El Colom de Vučedol, atuell amb forma d'ocell de la cultura Vučedol, c. 2600 ae

Una de les peces més famoses de Vučedol és l'atuell ritual elaborat entre el 2800 i el 2500 abans de la nostra era, anomenat per M. Seper, que el va trobar el 1938, Colom de Vučedol (Vučedolska golubica). La interpretació més recent, però, és que l'atuell té forma de perdiu mascle, símbol de la fertilitat, el comportament defensiu de la qual coixejant contra l'atac dels depredadors en un niu de perdius en terra la relaciona amb el xaman-ferrer coix, segons la recent interpretació d'Aleksandar Durman, de Zagreb.(5) La figura és un notable exemple de creació artística i simbolisme religiós vinculat al culte a la Dea Mare.
El Colom de Vučedol és un atuell ritual de 19,5 cm d'alçada, fet d'argila cuita. Al coll té incisos tres símbols de destrals dobles i un collaret, amb línies que cobreixen les ales i el pit, i una inusual cresta a la part posterior del cap. Si la forma de la cresta i el delineat de les ales i el pit mostren que la figura és un colom domesticat, llavors es criava a Europa fa 4.500 anys, molt abans del que s'havia pensat. El Colom de Vučedol és la figura de colom més antiga trobada a Europa fins ara.
L'atuell ritual està representat al revers del bitllet croat de 20 kuna, emés al 1993 i 2001.

### Calendari astral
Entre els objectes més famosos, n'hi ha una peça de ceràmica datada del 2600 abans de la nostra era, amb un calendari astral, el primer trobat a Europa que mostra l'any a partir del capvespre del primer dia de primavera.
Es basa en un cicle d'Orió, mostrat per una seqüència de constel·lacions en un atuell trobat en un túmul eneolític al bell mig de la moderna ciutat de Vinkovci. Les condicions climàtiques d'aquesta latitud fan que n'hi haja quatre estacions anuals. L'explicació del Calendari de Vučedol és que cada banda lateral de l'atuell representa una estació, començant per la primavera a la part superior. Cada banda es divideix en dotze caselles, formant 12 "setmanes" per a cada estació. Cada capseta conté un ideograma dels objectes celestes que es troben en un punt determinat de l'horitzó després del crepuscle. El lloc de referència en l'horitzó és el punt en què (llavors) el Cinturó d'Orió desapareixia de la vista al final de l'hivern, i això significava el començament d'un nou any. Els pictogrames dels requadres representen: Orió, el Sol, Cassiopea, el Cigne, Bessons, Pegàs i les Plèiades. Si la casella és buida, significa que no hi havia res visible en el punt de referència durant el temps corresponent.

## Estil de vida i religió
Els habitants de la cultura Vučedol vivien en cases de palla i canya. Els Vučedol vivien en poblats a la part alta dels turons, envoltats d'estacades. Les cases estaven semisoterrades; la majoria n'eren de planta quadrada o circular, amb terres d'argila cremada; les formes també se'n combinaven en forma de bolet; i tenien fumerals circulars.
Les cases del jaciment de Vučedol eren també llocs de naixement i enterrament. Aparegueren esquelets humans en les fosses que en el seu moment havien servit de pous d'emmagatzematge d'aliments. Els cossos estaven col·locats de manera ritual, amb possibles indicis de sacrifici humà. També es trobaren marques al front dels cranis que podrien atribuir-se a algun tipus d'iniciació en la primera infantesa, amb una gota de coure fos.

## Comerç amb altres cultures
Alguns científics pensen que la cultura Vučedol mantenia un comerç regular amb la cultura hel·làdica del sud.
Els elements culturals trobats de la fase B2 de la cultura Vučedol semblen procedir de la primera fase de l'edat del bronze mitjana de la cultura hel·làdica de la Grècia continental.

## Origen
L'assentament de Vučedol dona una base per a l'estratigrafia de tota la cultura.
No es poden pas traure conclusions definitives sobre la llengua de la cultura Vučedol, com ara que fos indoeuropea, o fins a quin punt es van barrejar amb poblacions nadiues europees, en àrees de la costa oriental de la mar Adriàtica, Dalmàcia i Hercegovina amb algunes parts de Bòsnia també.
Marija Gimbutas caracteritzà el conjunt cultural del got campaniforme com una amalgama de la cultura Vučedol i Iamna, formada després de la incursió del poble Iamna dins del Vučedol i la interacció d'aquests pobles durant tres o quatre segles, des del 3000 ae.
Un estudi del 2018 publicat en Nature mostrava una anàlisi de tres individus de la cultura Vučedol. Un home tenia l'haplogrup R1b1a1a2a2 i T2e, mentre que l'altre en duia el G2a2a1a2a i T2c2. La dona en portava el U4a. En un model de barreja triple, el primer home tenia un 58% dels llauradors de l'Europa primerenca (FEP), un 42% de pastors de l'estepa occidental (WSH) i un 0% d'ascendència relacionada amb els caçadors-recol·lectors occidentals(WHG); el segon home un 93% de FEP, un 4% de WSH i un 3% de WHG; la dona tenia un 37% de FEP, un 54% de WSH i un 10% de WHG.